# Vijaya Raghunatha Tondaiman
Vijaya Raghunatha Tondaiman (Pudukkottai, maggio 1759 – Pudukkottai, 1º febbraio 1807) fu Raja di Pudukkottai dal 1789 al 1807.

## Biografia

### I primi anni
Vijaya Raghunatha Tondaiman nacque nel maggio del 1759 da Thirumalai Raya Tondaiman Sahib e venne educato privatamente tramite dei tutori.

### Il regno
Vijaya Raghunatha Tondaiman succedette al trono alla morte di suo cugino di primo grado, Raya Raghunatha Tondaiman, raja di Pudukkottai, defunto senza eredi maschi. Il regno di Vijaya Raghunatha venne contraddistinto da un periodo di guerre incessanti nell'India meridionale. Vijaya Raghunatha supportò gli inglesi durante le guerre e, in cambio dei suoi servizi, ottenne il titolo di Raja Bahadur da Muhammed Ali Khan Wallajah, il Nawab della Carnatica il 17 ottobre 1796. Vijaya Raghunatha giocò un ruolo fondamentale nelle guerre Polygar portando all'arresto di Veerapandiya Kattabomman e di suo fratello Oomaithurai ad opera degli inglesi. Gli inglesi riconobbero il suo sforzo bellico assegnandogli il territorio del Kilanilai nel 1803.
Il Regno Thanjavur Maratha venne annesso alla Compagnia britannica delle Indie orientali nel 1799, seguito dallo stato di Ramnad e da quello di Sivaganga che vennero ridotti allo status di zamindari. L'annessione del regno carnatico nel 1801 concesse alla Compagnia britannica delle Indie orientali di qualificarsi come la principale potenza dell'India meridionale. Allo stato di Pudukkottai venne riconosciuta l'indipendenza proprio per i servizi resi dai membri della famiglia Tondaiman alla compagnia britannica.
Vijaya Raghunatha Tondaiman morì il 1 febbraio 1807, all'età di 47 anni. La giovane regina Ayi Ammani Ayi Sahib commise in occasione della sua morte il sati.

### Matrimonio e figli
Vijaya Raghunatha Tondaiman sposò Rani Ayi Sahib e successivamente si risposò con Rani Ayi Ammani Ayi Sahib. Vijaya Raghunatha Tondaiman ebbe in tutto cinque figli di cui solo due gli sopravvissero.
- Vijaya Raghunatha Raya Tondaiman II (1797-1825)
- Raghunatha Tondaiman II (1798-1839)